# Menaces
Pour plus de détails, voir Fiche technique et Distribution.
Menaces est un film français réalisé en 1938 par Edmond T. Gréville, sorti en 1940.

## Synopsis
En septembre 1938, un hôtel du Quartier latin à Paris est le lieu d'habitat transitoire d'étrangers — qui ont fui l'Europe de l'Est soumise aux nazis — et de Français bienveillants, paniqués par une guerre mondiale imminente.

## Fiche technique
- Titre : Menaces
- Réalisation : Edmond T. Gréville
- Scénario : Curt Alexander, Edmond T. Gréville
- Dialogues : Pierre Lestringuez
- Décors : Jaquelux
- Photographie : Otto Heller, Nicolas Hayer, Alain Douarinou et André Thomas (non crédité)
- Musique : Guy Lafarge et Paul Bellecourt
- Son : Tony Leenhardt
- Production : Société de production du film Cinq jours d'angoisse
- Producteur : Pierre Braunberger
- Pays d'origine :  France
- Format :  Noir et blanc - 35 mm - son mono
- Genre : Film dramatique
- Durée : 85 min
- Date de sortie : 
  - France - 11 janvier 1940

## Distribution
- Mireille Balin : Denise
- John Loder : Dick Stone
- Ginette Leclerc : Ginette
- Erich von Stroheim : le professeur Hoffman
- Vanda Gréville : l'Américaine
- Maurice Maillot : Mouret
- Jean Galland : le peintre amoureux
- Paul Demange : le domestique
- Jacques Henley : le Hollandais
- René Charles : un journaliste (crédité sous le nom de René Charle)
- Robert Moor : le philatéliste
- Nicolas Rimsky : Wladimir (crédité sous le nom de Rimsky)
- Elisabeth Donnath : Marischka
- Lucien Carol (as Carol)
- Nina Sinclair : la première
- Albert Malbert : le chauffeur de taxi (crédité sous le nom de Malbert)

## Production et sortie
La production et la distribution de Menaces est l'une des plus chaotique de l'histoire du cinéma.
Le tournage du film commence quelques jours après la conférence de Munich, en octobre 1938. Au bout de huit jours, les problèmes financiers sont tels qu'acteurs et techniciens ne peuvent plus être payés. La plupart d'entre eux accepteront d'être rémunérés sur les recettes et le tournage continuera, mais en mars 1939 un incendie détruit les salles de montage, faisant quatre morts et réduisant en cendres les bobines. On parvient à sauver l'essentiel avec les éléments récupérables d'un contretype de travail et en retournant certaines scènes.
Le 3 septembre, l'équipe écoute sur le plateau l'annonce de la déclaration de guerre: la réalité rejoint la fiction. Mais les autorités interrompent le tournage. Lorsqu'il reprend, certains figurants joueront avec leur propre uniforme... Un contentieux sur la production interrompt encore la production avant que Gréville puisse récupérer les bobines.[source insuffisante]
Le film est projeté à Paris en décembre 1939, mais l'invasion allemande, en mai 1940, interrompt la distribution. L'occupant, qui déteste Von Stroheim plus encore pour son anti-nazisme que pour sa judéité, interdit le film et le fait brûler, mais des techniciens du laboratoire LTC avaient réussi à enterrer 6 copies dans les jardins et les ressortiront à la Libération.[source insuffisante]
Des séquences de la Libération de Paris sont alors tournées par Gréville, qui modifie la fin : elle devient plus documentaire et les scènes avec Mireille Balin et des acteurs mobilisés y sont coupées. Gréville veut y inclure une séquence pacifiste autour de Louis, le personnage interprété par Jean Galland : celle-ci sera supprimée peu de temps après son introduction.
Selon Bertrand Tavernier, le réalisateur voulait également tourner un épilogue au film, mais il s'est rendu compte que la plupart des comédiens jouant des antifascistes étaient... en prison pour collaboration.
Le carton qui ouvre le film affirme que les autorités allemandes ont cherché à le détruire, et que la Gestapo a traqué ses auteurs. Selon la notice du Dictionnaire des films de Jacques Lourcelles, seule la version modifiée après la guerre est actuellement visible.